# Distrito de Cochapeti
El distrito de Cochapeti es uno de los cinco que integran la Provincia de Huarmey ubicada en el Departamento de Ancash, en el Perú. Limita al norte con el Distrito de Malvas, al oeste con el Distrito de Huarmey, al sur con el Distrito de Pararín y al este con el Distrito de Cotaparaco.

## Toponimia
La voz cocha es la castellanización de la palabra protoquechua qucha ( laguna); y la voz petí proviene del quechua peqtu (peqtu  > petu > petï) que, en segunda acepción, significa "tierra fangosa y cualquier cosa de semejante calidad".. Según lo escrito 'cochapetí' podría entenderse como tierra fangosa por la la laguna.
El término Cochapetí deriva de dos voces quechuas. Cocha, laguna; y Pitec, cerro. 
Una variante onomástica es la siguiente.Kuta = laguna en protoquechua: pitiq= que se eleva, elevación. Luego Cochapetí: laguna en una elevación.

## Historia
Tiene la categoría de distrito desde el 5 de marzo de 1936, cuando se creó la provincia de Aija, a la que perteneció inicialmente. Se crea como distrito mediante la Ley N.º 8188, dada en el gobierno del Presidente Óscar R. Benavides.

## Geografía
El distrito de Cochapetí pertenece a la provincia de Huarmey, departamento de Ancash, Perú. 
El pueblo Cochapeti se ubica a 3517.13 m s. n. m. 
Cuenta con los caseríos de San Antonio (Yauyán, Santa Cruz (Waqap), San Isidro (Oqop), Lampi y Pirauya. 
El pueblo se ubica en las faldas del cerro Ishque Cruz, Nununcayoc y Llumacayán.

## Autoridades

### Municipales
- 2019 - 2022[4]
  - Alcalde: Gilio Monsalve Cesar Russell, del Alianza para el Progreso.
  - Regidores:

  1. Elizabeth Mónica Ramírez Sotelo (Partido Democrático Somos Perú)
  2. Guillermo Norberto Lázaro Huamán (Partido Democrático Somos Perú)
  3. Erick Augusto Simeón Gilio (Partido Democrático Somos Perú)
  4. Rogelio Cornelio Inosente Alvarado (Partido Democrático Somos Perú)
  5. Epifanio Saturnino Tuya Zúñiga (Alianza para el Progreso)

Alcaldes anteriores
- 2011-2014:[5] Jhony Pretel Sánchez Vásquez, del Movimiento Independiente Regional Unidos Por Ancash (MIRUXA).
- 2007-2010: Máximo Guillermo Rodríguez Vásquez.

## Turismo

### Iglesia Apóstol San Santiago de Cochapeti
Se construyó entre 1550 a 1600. Actualmente es considerado Patrimonio Cultural de la Nación (5 de febrero de 2005) por el INC.

### Festividades
- La fiesta del patrón San Santiago que se celebra el 25 de julio.
- La fiesta de la patrona de la Virgen de la Natividad celebrada el 8 de septiembre.
- La Navidad, que se caracteriza por la presentación de los Negritos, una danza típica de varias zonas del Perú.
- Los carnavales que se desarrolla en febrero.
- La Semana Santa.